# فرودگاه تاچیلک
فرودگاه تاچیلک (به انگلیسی: Tachilek Airport) یک فرودگاه همگانی با کد یاتا THL است که یک باند فرود قیر دارد و طول باند آن ۲۱۳۴ متر است. این فرودگاه در کشور میانمار قرار دارد و در ارتفاع ۳۹۰ متری از سطح دریا واقع شده است.

## شرکت‌های هواپیمایی و مقصدهای پروازی
| شرکت‌های هواپیمایی        | مقصدهای پروازی                            | Route    |
| ------------------------ | ----------------------------------------- | -------- |
| Air KBZ                  | هه‌هو، یانگون                              | Domestic |
| Asian Wings Airways      | هه‌هو، کنگتونگ، لاشیو                      | Domestic |
| Golden Myanmar Airlines  | هه‌هو، ماندالای                            | Domestic |
| Mann Yadanarpon Airlines | هه‌هو، کنگتونگ، ماندالای، لاشیو، مییتکیینا | Domestic |